# Arctostaphylos glauca
Arctostaphylos glauca är en ljungväxtart som beskrevs av John Lindley. Arctostaphylos glauca ingår i släktet mjölonsläktet, och familjen ljungväxter. Inga underarter finns listade i Catalogue of Life.

## Bildgalleri

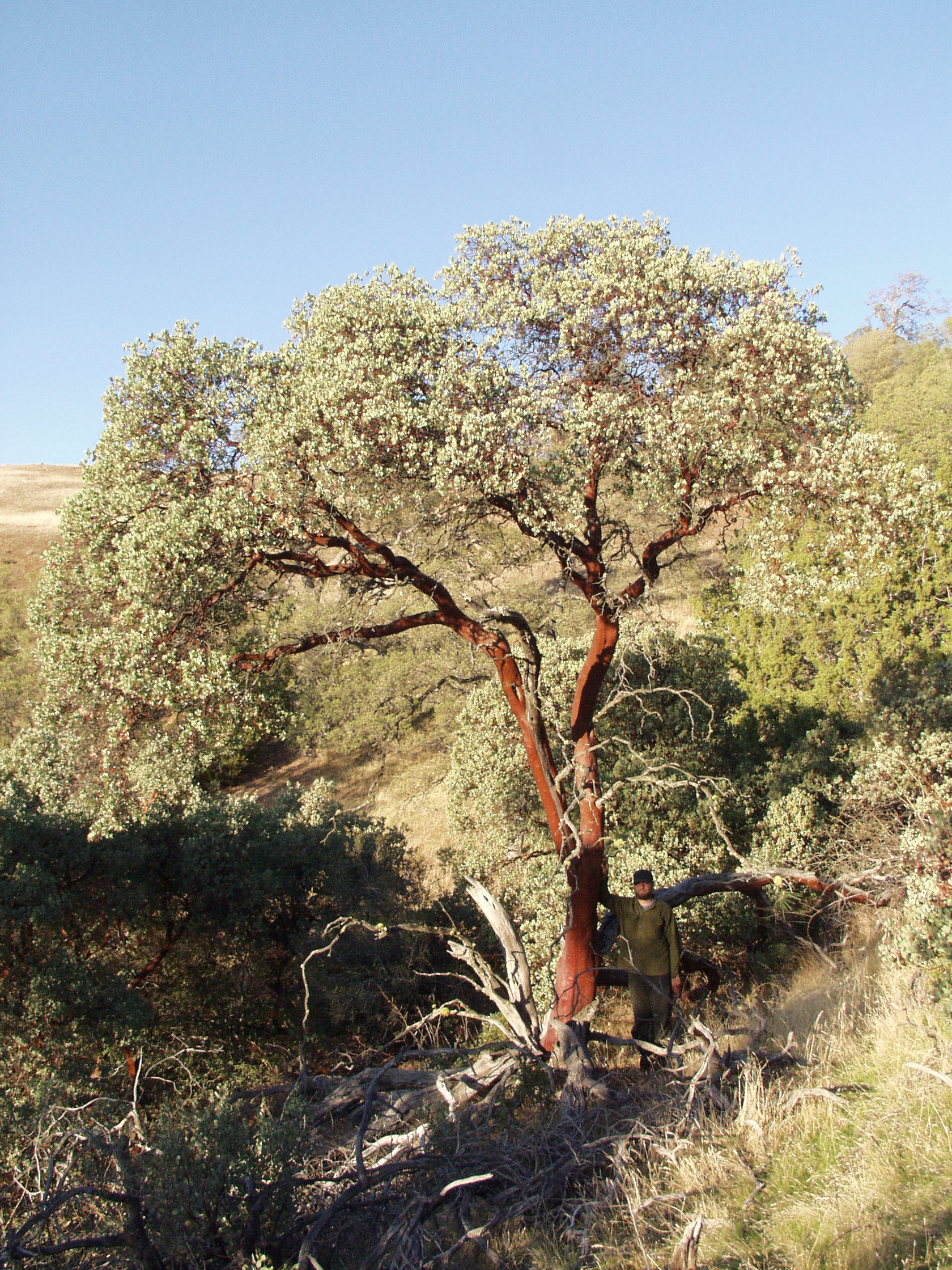
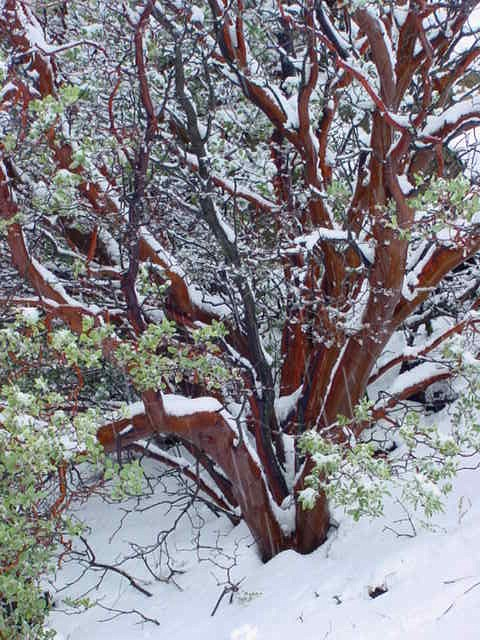
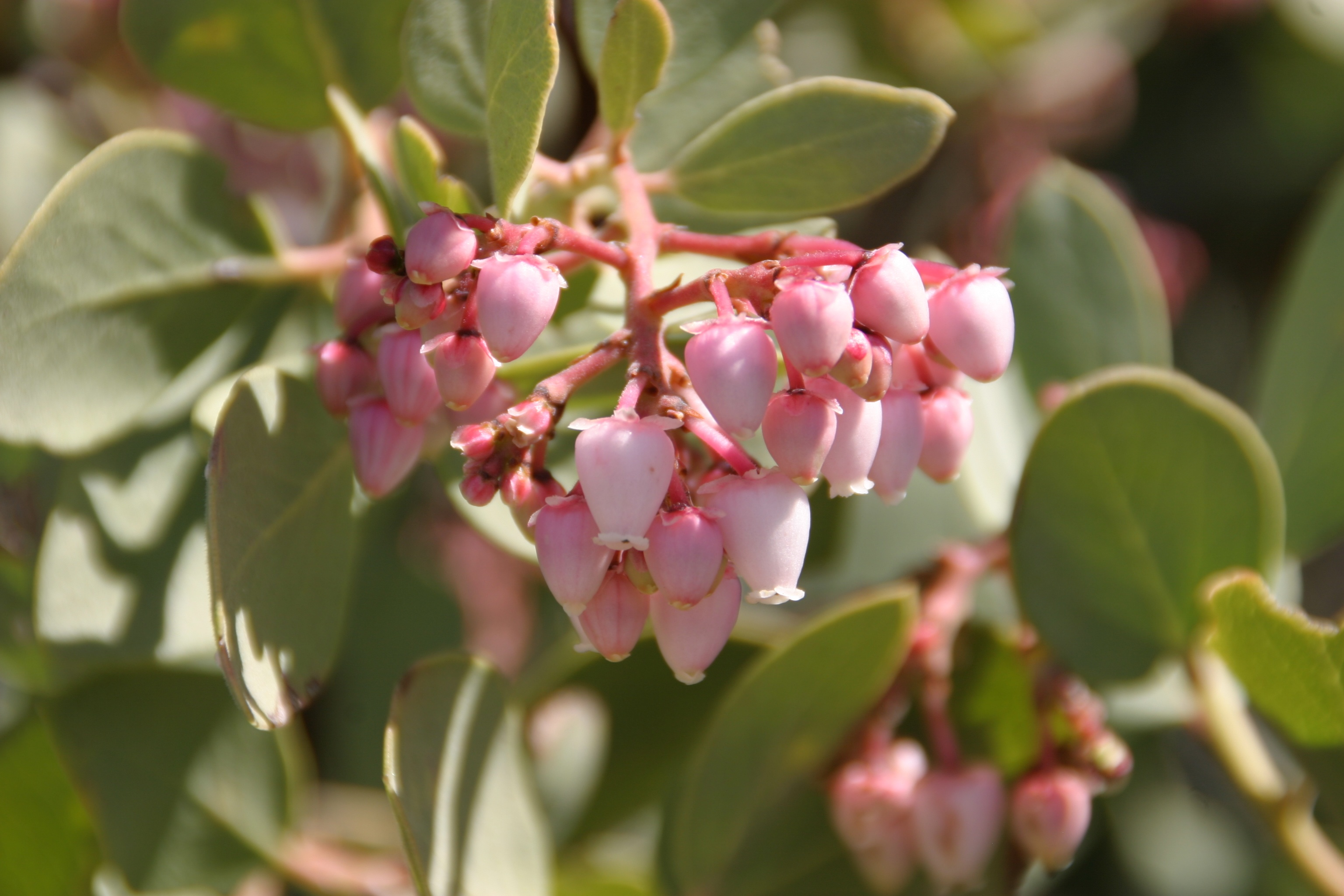
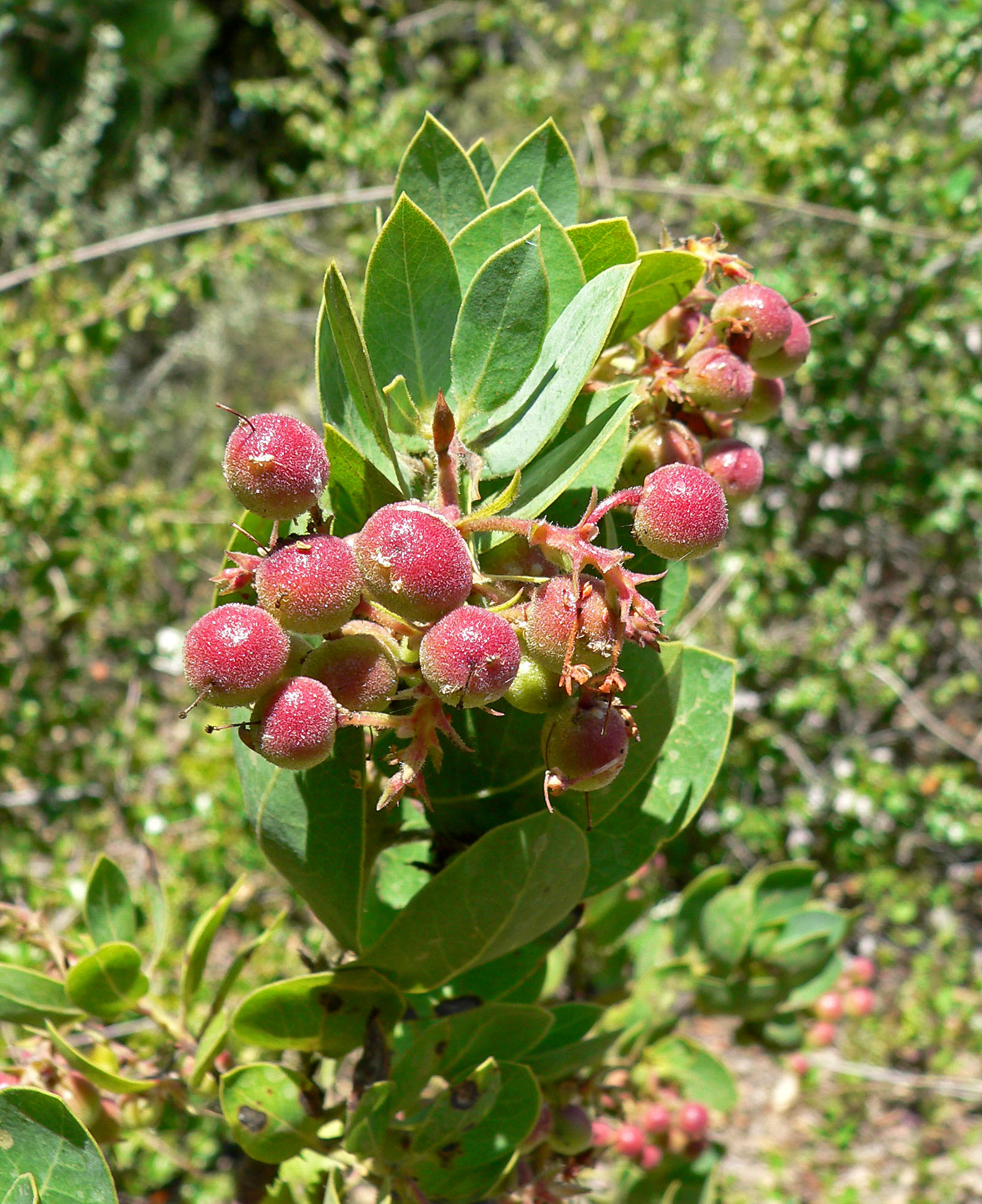